# Vilains Bonshommes

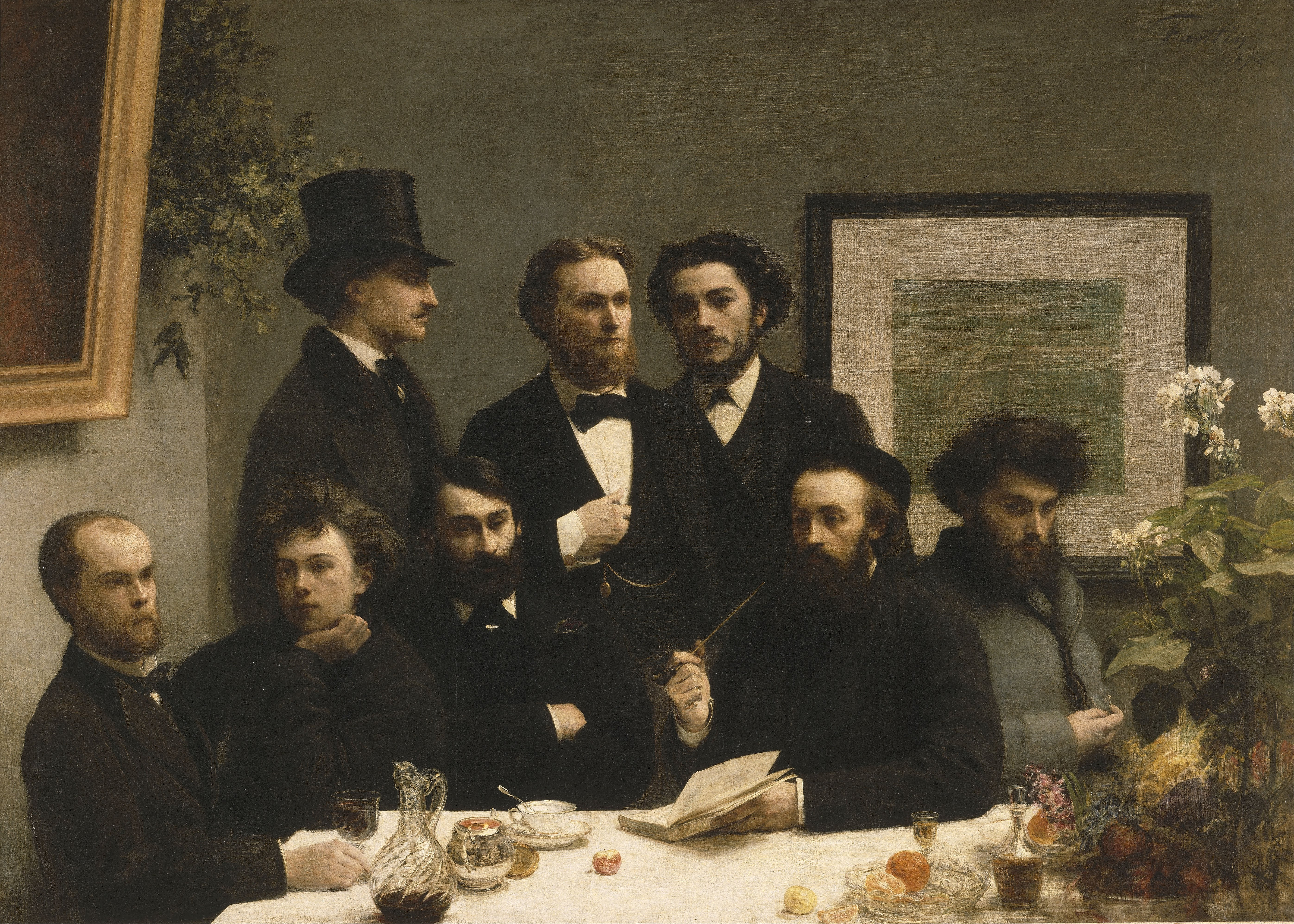
Bild på flera av gruppens medlemmar. Tavlan heter Un coin de table och målades av Henri Fantin-Latour.

Vilains Bonshommes var namnet på en grupp av unga poeter som var verksamma i Paris 1869 till 1872. Deras mål var att, genom sina månatliga träffar, bryta med den tidigare generationen. De samlades för middagar på olika platser. De franska poeterna Paul Verlaine och Arthur Rimbaud frekventerade emellanåt middagarna, vilket gett gruppen ett visst renommé.